# 1057 Wanda
1057 Wanda este un asteroid din centura principală, descoperit pe 16 august 1925, de Grigori Șain.